# Бланк (острова, Аляска)
Бланк (англ. Blank Islands) — острова у побережья города Кетчикан в штате Аляска, США.

## Морфометрия
Абсолютная высота — 12 м. Площадь 24 га. Во время отлива острова соединяются.

## Рельеф
Острова включают в себя Большой остров и Малый остров.
Большой остров полностью покрыт густым хвойным лесом. В центре острова располагается небольшое болото и пруд (площадь болота — 1,5 гектара; площадь пруда — 0,3 гектара). Имеет каменный холмовой массив: «горки» высотой до сорока метров. На острове водятся олени и волки; могут заплывать медведи. Остров получил свое название в 1925 году. Во время отлива остров соединяется перешейком с Малым островом.
Малый остров: ширина — 200 метров, длина — 850 метров, площадь — 15 гектаров. Полностью покрыт густым лесом. У берега этого острова располагается лесистая отмель длиной 40 метров.
Острова имеют густой умеренный хвойный лес (сосны, кедры). Подлесок состоит из кустарников салал высотой до метра. Растёт голубика и малина.
Самая высокая точка островов имеет высоту 25 метров. На островах несколько мраморо-каменных полугорных массивов, самый высокий из них площадью около двух гектаров, высотой до 30 метров. Самый большой по площади массив это «Северный Хребет», площадью около 12,5 гектаров.
Острова — излюбленное места пикника и отдыха для туристов и местных жителей. На острове есть несколько бухт и пляжей с серым и чёрным мелким гравием вместо песка.

## Экология Острова
На острове существует большое количество растений. Сам лес состоит из хвойных деревьев высотой до 60 метров (от сосновых деревьев Тсуга до кедров). Подлесок состоит из кустов салал, голубики, лиственных деревьев и кустов, редко попадаются кусты Малины великолепной.
На остров иногда заплывают олени и волки, очень редко медведи. На остров залетают птицы, и много насекомых, а также банановые слизни и улитки.

## Фотографии
- Лес
- Полугорный массив
- Пляж с чёрным гравием
- Озеро